# Кинтеро, Серхио
Серхио Сауль Кинтеро Чавес (исп. Sergio Saúl Quintero Chavez; род. 12 марта 1999, Сан-Лоренсо) — эквадорский футболист, опорный полузащитник клуба «Аукас».

## Клубная карьера
Кинтеро — воспитанник клубов «Кумбайя» и «Имбабура». В 2020 году Серхио подписал контракт с гуаякильской «Барселоной». 22 февраля в матче против «Дельфина» он дебютировал в эквадорской Лиге Про. В своём дебютном сезоне Серхио помог клубу выиграть чемпионат. В начале 2021 года Кинтеро на правах аренды перешёл в «Ольмедо». 2 апреля в матче против «Эмелека» он дебютировал за новый клуб. 16 октября в поединке против «Гуаякиль Сити» Серхио сделал дубль, забив свои первые голы за «Ольмедо». 
Летом 2022 года Кинтеро был арендован ковильянским «Спортингом». 7 августа в матче против дублёров «Порту» он дебютировал в Сегунда лиге. 
В начале 2023 года Мина перешёл в «Аукас». 

## Международная карьера
В 2019 году Кинтеро в составе молодёжной сборной Эквадора стал победителем юношеского чемпионата Южной Америки в Чили. На турнире он сыграл в матчах против команд Парагвая, Перу, Колумбии, Венесуэлы, Бразилии и дважды Аргентины.
В том же году в Кинтеро принял участие в молодёжном чемпионате мира в Польше. На турнире он сыграл в матчах против команд Мексики, Уругвая, США, Южной Кореи и дважды Италии. В поединке против уругвайцев Серхио забил гол.
В 2019 году Кинтеро в составе олимпийской сборной Эквадора стал победителем Панамериканских игр в Перу. На турнире он сыграл в матчах против команд Аргентины, Мексики и Перу.

## Достижения
Клубные
 «Барселона» (Гуаякиль)
- Победитель эквадорской Лиги-про — 2020

Международные
 Эквадор (до 20)
- Победитель молодёжного чемпионата Южной Америки: 2019